# Annuario del Reale Istituto Botanico di Roma
Annuario del Reale Istituto Botanico di Roma (abreviado Annuario Reale Ist. Bot. Roma) fue una revista ilustrada con descripciones botánicas que fue editada en Italia desde el año 1884 hasta 1908. Se publicaron 10 números. Fue reemplazado por Annali de Botanica.